# رولف هاوغ (سياسي)
رولف هاوغ هو نقابي وسياسي نرويجي، ولد في 14 أغسطس 1923، وتوفي في 28 أكتوبر 2002.